# (16647) Robbydesmet
(16647) Robbydesmet est un astéroïde de la ceinture principale.

## Description
(16647) Robbydesmet est un astéroïde de la ceinture principale. Il fut découvert le 17 septembre 1993 à La Silla par Eric Walter Elst. Il présente une orbite caractérisée par un demi-grand axe de 2,37 UA, une excentricité de 0,05 et une inclinaison de 4,5° par rapport à l'écliptique.

## Compléments